# Serrat de la Malallau
El Serrat de la Malallau és un serrat del terme municipal de Conca de Dalt, antigament del d'Hortoneda de la Conca, situat en terres de l'antic poble d'Herba-savina, a la comarca del Pallars Jussà.
És a llevant d'Herba-savina, a la dreta del riu de Carreu i al nord del Camí de Carreu. És a llevant del Clot de Carabasser, a ponent del Serrat de la Cabanera.